# Моослеерау
Моослеерау (нім. Moosleerau) — громада  в Швейцарії в кантоні Ааргау, округ Цофінген.

## Географія
Громада розташована на відстані близько 60 км на північний схід від Берна, 14 км на південь від Аарау.
Моослеерау має площу 3,8 км², з яких на 11,9% дозволяється будівництво (житлове та будівництво доріг), 60,1% використовуються в сільськогосподарських цілях, 27,7% зайнято лісами, 0,3% не є продуктивними (річки, льодовики або гори).

## Демографія
2019 року в громаді мешкало 899 осіб (+5,8% порівняно з 2010 роком), іноземців було 14,2%. Густота населення становила 236 осіб/км².
За віковим діапазоном населення розподілялося таким чином: 19,8% — особи молодші 20 років, 62,3% — особи у віці 20—64 років, 17,9% — особи у віці 65 років та старші. Було 373 помешкань (у середньому 2,4 особи в помешканні).
Із загальної кількості 363 працюючих 24 було зайнятих в первинному секторі, 210 — в обробній промисловості, 129 — в галузі послуг.